# بدائي (مسلسل)
بدائي (بالإنجليزية: Primal) هو مسلسل رسوم متحركة للكبار أكشن مغامرات أمريكي من إخراج جندي تارتاكوفسكي لصالح قناة كرتون نتورك،تم عرض الموسم الأول في 8 أكتوبر 2019. في الوقت الحاضر المسلسل يتكون من موسمين الأول والثاني وكل موسم ١٠ حلقات.